# Jared Scott
Jared Scott (...) è un attore statunitense famoso per aver recitato nel film Before the Dawn e nella serie Tredici.
Scott ha esordito come attore nel 2016 in un episodio della webserie Handling Hillary. Nel 2017 ha recitato nel suo primo film cinematografico, The Edict diretto da Mark Cross. In seguito ha recitato, diretto da David DeCoteau nei film televisivi Mai fidarsi di quel ragazzo (2018) e Mai fidarsi di mia madre (2019), due film della serie The Wrong.
Nel 2019 ha recitato nel film Before the Dawn di Jay Holben per il quale ha anche vinto dei premi. L'anno seguente ha recitato nella serie televisiva Tredici.

## Filmografia

### Cinema
- Diabolica, regia di Matthew Szewczyk – cortometraggio (2017)
- The Edict, regia di Mark Cross (2017)
- Acheron, regia di Chiyuan Ma – cortometraggio (2018)
- Runner, regia di Brian George Randles (2018)
- Rockstar, regia di Tané McClure – cortometraggio (2018)
- Brit Follows, regia di Matthew Sucher – cortometraggio (2018) uscito in home video
- Social Killer (Instakiller), regia di Craig Goldstein (2018)
- Before the Dawn, regia di Jay Holben (2019)
- Dared My Best Friend to Ruin My Life, regia di Michael Morgenstern (2020)
- Let Me Be Frank, regia di Ryan Silva (2021)

### Televisione
- Brace: The Series – serie TV, 9 episodi (2016-2017)
- A Christmas Cruise, regia di David DeCoteau – film TV (2017)
- Mai fidarsi di quel ragazzo (The Wrong Friend), regia di David DeCoteau – film TV (2018)
- Turnt – serie TV, 38 episodi (2018)
- Mai fidarsi di mia madre (The Wrong Mommy), regia di David DeCoteau – film TV (2019)
- Tredici (TH1RTEEN R3ASONS WHY) – serie TV, 4 episodi (2020)
- Al lago con papà (The Lake) – serie TV, 8 episodi (2022)
- Doctor Odyssey - serie TV, episodio 1x07 (2024)

### Webserie
- Handling Hillary – webserie (2016)
- Before We Go – webserie, 4 episodi (2019)

## Doppiatori italiani
Nelle versioni in italiano delle opere in cui ha recitato, Jared Scott è stato doppiato da:
- Matteo Garofalo in Al lago con papà, Doctor Odyssey

## Riconoscimenti
- 2019 – European Independent Film Award[1]
  - Miglior attore per Before the Dawn
- 2019 – Focus International Film Festival[1]
  - Miglior attore per Before the Dawn
- 2020 – FirstGlance Film Festival[1]
  - Nomination Miglior attore - Web Series per Before We Go
- 2020 – Gold Movie Awards[1]
  - Nomination Miglior attore per Before the Dawn